# 安布里姆島

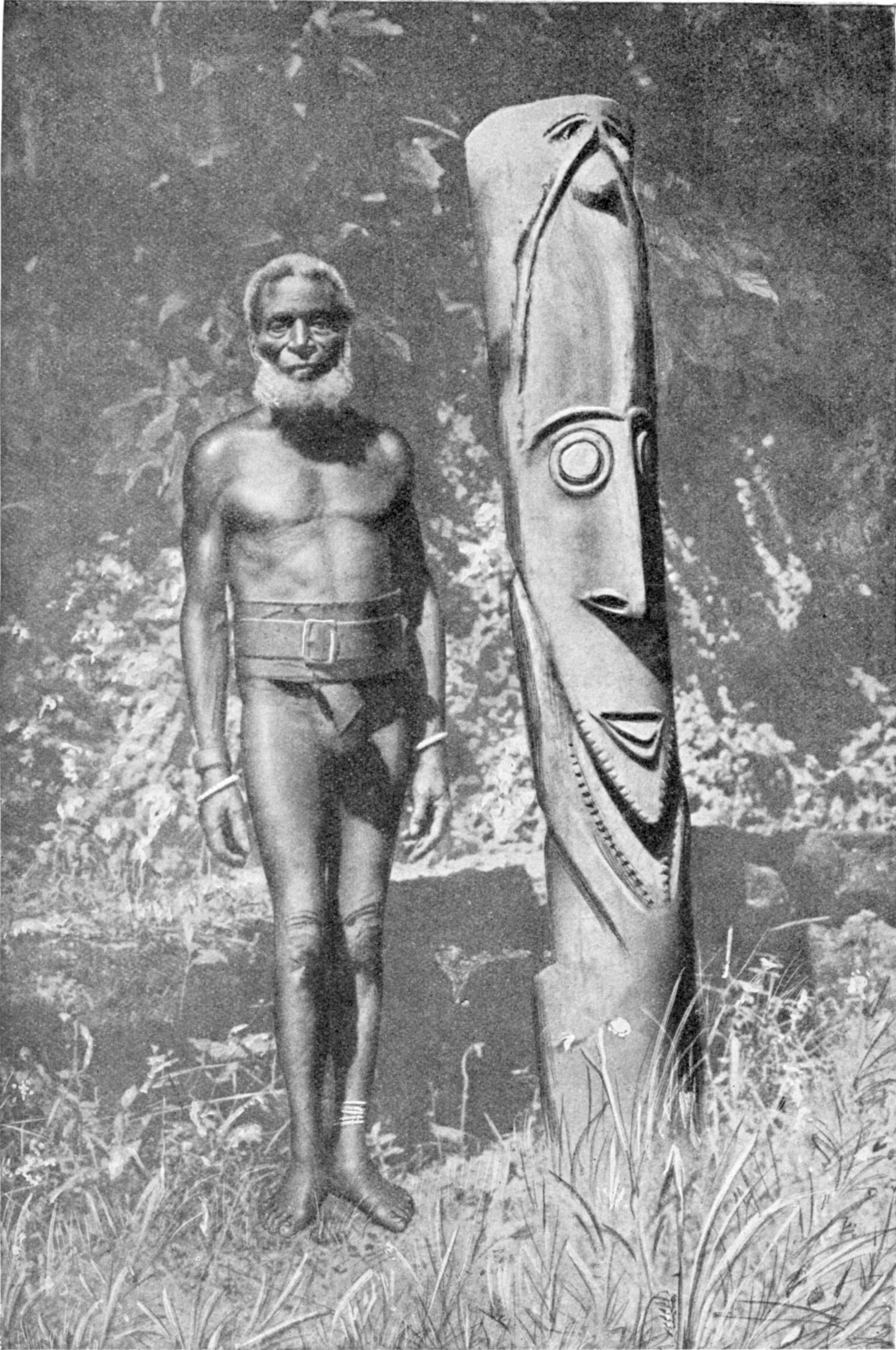
安布里姆島上的木匠（1925年）

安布里姆島（Ambrym）是太平洋瓦努阿圖的火山島，由馬朗巴省負責管轄，面積677.7平方公里，是該國面積第五大島嶼，島上有兩個活躍的火山錐，火山口面積100平方公里，擁有熔岩湖結構，島上人口10,000。

## 外部連結
- North Ambrym language sample （页面存档备份，存于）
- South-East Ambrym Wordlist at the Austronesian Basic Vocabulary Database